# Hermann av Dorpat

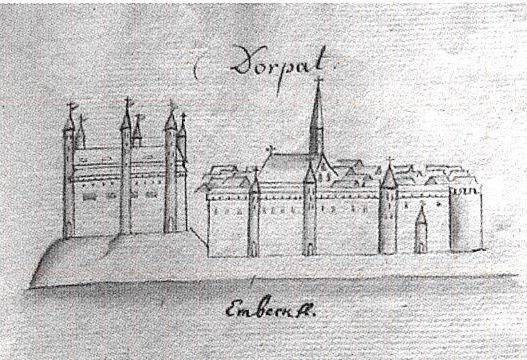
Biskopsslottet i Tartu.

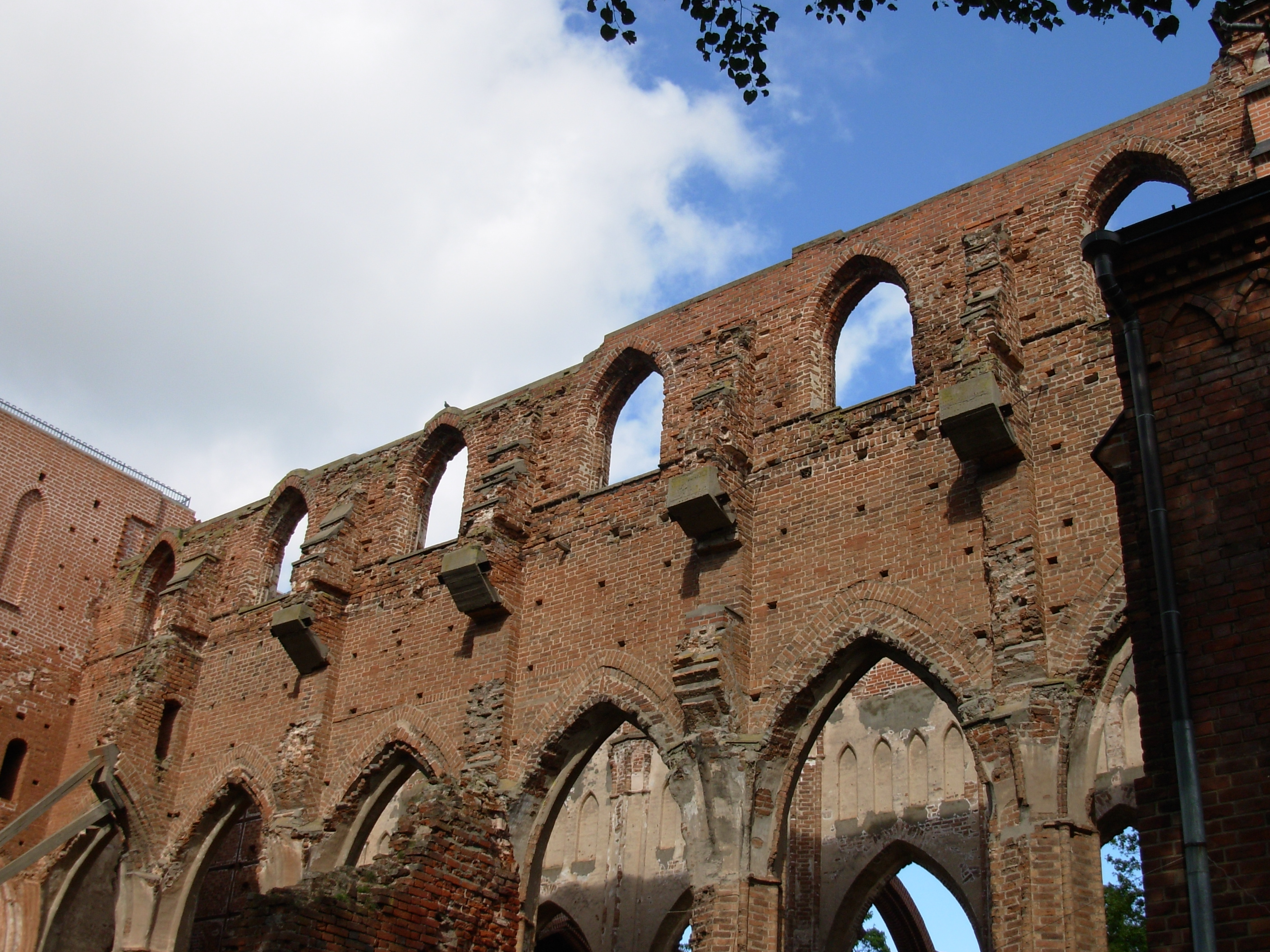
Ruinertna av Tartu domkyrka, som grundades av Hermann.

Hermann av Dorpat (Hermann I) född 1163, död 1248 på Kärkna kloster, var från 1224 den förste furstbiskopen av biskopsdömet Dorpat i Livland (nuvarande Tartu i Estland).
Hermann kom från Bexhövede (från 1974 ingående i Loxstedt) i Niedersachsen och var känd som "Hermann från Buxhoeveden" och olika variationer som Buxhöwden och Buxthoeven. Han hade fem bröder, bland andra biskop  Albert av Riga, vilken använde sitt inflytande över kung Valdemar II av Danmark för att åstadkomma att Svärdsbrödraorden tog makten i det medeltida Estland. Hermann var 1220–1224 biskop av Leal (numera Lihula) och 1224–omkring 1245 biskop av Dorpat.
Herrman deltog aktivt i Svärdsbrödraordens korståg. Från 1207 var överenskommelsen att Hermann, Albert och Svärdsbrödraorden övertog en tredjedel vardera av erövrade områden.
Herrmans säte var från 1220-talet Biskopsslottet i Dorpat. Hermann grundade Dorpats katedral och 1233 Kärkna kloster. Han kan möjligen också ha grundat Raseborgs slott i Finland.
Han ledde den romersk-katolska korstågsarmén i slaget på sjön Peipus 1242, vilket vanns av rysk-ortodoxa prins Alexander Nevsky av Novgorod. 
Hermann var stamfar till ätten Buxhoeveden, en tysk-baltisk familj, vars medlemmar inträdde i preussisk, svensk och rysk tjänst under närmast följande sekler. Hans ättlingar lever i Tyskland, Finland och Ryssland idag.